# Marjina Horka
Marjina Horka (bělorusky Ма́р'іна Го́рка, rusky Марьина Горка – Marjina Gorka) je město v Minské oblasti v Bělorusku. 1. 1. 2024 mělo 20 096 obyvatel.

## Poloha a doprava
Severní částí města protéká říčka Citauka, která se východně od města vlévá do Svislače. Od Minsku, hlavního města státu, je Marjina Horka vzdálena přibližně šedesát kilometrů jižně. Z Minsku vedou přes Marjinu Horku hlavní silniční i železniční spojení směrem na Babrujsk a Homel.

## Dějiny
První písemná zmínka o Marjině Horce je z roku 1222. Městem je od roku 1955.